# Ahmann-Hager-Arena
In der Ahmann-Hager-Arena in Timmendorfer Strand werden jährlich die deutschen Beachvolleyball-Meisterschaften ausgetragen. Sie ist benannt nach Jörg Ahmann und Axel Hager, den ehemaligen deutschen Beachvolleyball-Profis und Bronzemedaillengewinnern 2000 bei den Olympischen Spielen in Sydney. Sie wird jedes Jahr am Timmendorfer Strand an der Seebrücke aufgebaut.